# Microlejeunea ocellata
Microlejeunea ocellata là một loài Rêu trong họ Lejeuneaceae. Loài này được (Herzog) Grolle mô tả khoa học đầu tiên năm 2001.